# Laxmannia sessiliflora
Laxmannia sessiliflora är en sparrisväxtart som beskrevs av Joseph Decaisne. Laxmannia sessiliflora ingår i släktet Laxmannia och familjen sparrisväxter.

## Underarter
Arten delas in i följande underarter:
- L. s. australis
- L. s. drummondii
- L. s. sessiliflora